# SNK vs Capcom: SVC Chaos
SVC Chaos: SNK Vs. Capcom – bijatyka 2D, stanowiąca crossover między bijatykami SNK i Capcomu. To 4. crossover w konwencji bijatyki, wydany po SNK vs. Capcom: The Match of the Millennium, Capcom vs. SNK: Millennium Fight 2000 i Capcom vs. SNK 2: Mark of the Millennium 2001. Gra została stworzona przez Playmore w 2003 roku na automaty i Neo Geo, jako jedna z ostatnich gier na tę platformę; została też przeniesiona na PlayStation 2 i Xbox.

## Historia
SVC Chaos: SNK Vs. Capcom opiera się na starciach bohaterów obu marek, nie prezentuje historii, która byłaby kanoniczna względem którejkolwiek (np. w przypadku SNK mieszani są bohaterowie z czasów współczesnych, jak i z serii Samurai Shodown), która dzieje się w czasach samurajów). Gra zawiera wielu bohaterów z gier obu firm, łącznie dostępnych było postaci 36 postaci. Są to (w nawiasach podana pierwsza gra, w której postać wystąpiła):

### Bohaterowie z SNK
- Terry Bogard (Fatal Fury)
- Mai Shiranui (Fatal Fury 2)
- Kim Kaphwan (Fatal Fury 2)
- Ryo Sakazaki (Art of Fighting)
- Mr. Karate (Art of Fighting)
- Kasumi Todoh (Art of Fighting 3)
- Kyo Kusanagi (King of Fighters '94)
- Choi Bounge (King of Fighters '94)
- Iori Yagami (King of Fighters '95)
- Earthquake (Samurai Shodown)
- Genjuro Kibagami (Samurai Shodown II)
- Shiki (Samurai Shodown 64)

Midbossowie
- Geese Howard (Fatal Fury)
- Leopald Goenitz (King of Fighters '96)
- Orochi Iori (King of Fighters '97)
- Mars People (Metal Slug 2)

Final Boss
- Serious Mr. Karate (Oryginalna postać, alter ego Mr. Karate)
- Athena (Athena (gra komputerowa)Athena)

### Bohaterowie z Capcom
- Ryu (Street Fighter)
- Ken Masters (Street Fighter)
- Sagat (Street Fighter)
- Chun-Li (Street Fighter II)
- Guile (Street Fighter II)
- Dhalsim (Street Fighter II)
- Balrog (Street Fighter II)
- Vega (Street Fighter II)
- M. Bison (Street Fighter II)
- Akuma (Super Street Fighter II Turbo)
- Hugo (Street Fighter III 2nd Impact)
- Tessa (Red Earth)

Midbossowie
- Violent Ken (Oryginalna postać, alter ego Kena)
- Dan Hibiki (Street Fighter Alpha)
- Demitri Maximoff (Darkstalkers)
- Zero (Mega Man Zero)

Final Boss
- Shin Akuma (Super Street Fighter 2 Turbo)
- Red Arremer (Ghosts 'n Goblins)

## Rozgrywka
Gra jest typową bijatyką, gdzie gracz za pomocą ciosów specjalnych, kopnięć, rzutów i uderzeń musi zabrać przeciwnikowi cały pasek życia. Sama rozgrywka wzorowana jest na serii King of Fighters, zwłaszcza na The King of Fighters 2002. Postacie mogą blokować, skakać, wykonywać ciosy specjalne. Po przegranej walce gracz ma możliwość wyboru ułatwienia, jak np. obniżenie paska życia przeciwnika do 1/3 stanu początkowego. Graficznie SVC przypomina inne gry SNK, przez co postacie Capcomu są narysowane bardziej realistycznie w stosunku do innych gier tej firmy.

## Przyjęcie gry
SVC Chaos: SNK Vs. Capcom w ocenie IGN uzyskało 6/10, a portal fightersgeneration.com dał 7.1/10.